# پیتر کلوپنبورخ
پیتر کلوپنبورخ (هلندی: Pieter Kloppenburg; ۱۸ سپتامبر ۱۸۹۶ – ۲۱ ژانویهٔ ۱۹۷۲) دوچرخه‌سوار اهل هلند بود.